# Cabera intentaria
Cabera intentaria là một loài bướm đêm trong họ Geometridae.